# Конституційний суд Хорватії
Конституці́йний суд Респу́бліки Хорва́тія (хорв. Ustavni sud Republike Hrvatske) — орган конституційного судочинства Хорватії, передбачений Конституцією Хорватії, який гарантує її суворе дотримання і застосування. У своїй діяльності спирається на положення Конституції Хорватії і Конституційного закону про Конституційний суд Республіки Хорватії.
Конституційний суд є незалежним від усіх державних органів і не належить ні до виконавчої, ні до законодавчої, ні до судової влади (на думку деяких теоретиків права, Конституційний суд являє собою четверту владу, за словами інших, стоїть над трьома гілками влади).
Основоположні джерела права для Конституційного Суду — це хорватська Конституція, Конституційний закон про Конституційний суд і Регламент Конституційного суду.
Суд міститься за адресою: Загреб, площа Святого Марка, 4. Голова суду — Мирослав Шепарович.

## Коло обов'язків
До кола обов'язків Конституційного суду Хорватії входить таке:
- ухвалювати рішення про те, чи відповідає закон Конституції;
- вирішувати чи відповідають інші нормативні акти Конституції та закону;
- за потреби оцінювати конституційність законів та конституційність і законність інших нормативних актів, які втратили чинність, якщо від моменту втрати чинності до подання заяви чи пропозиції про порушення справи не минуло одного року;
- ухвалювати рішення за конституційними скаргами на окремі рішення державних органів, органів місцевого і територіального (регіонального) самоврядування та юридичних осіб з державними повноваженнями, якщо ці рішення порушують права людини і основоположні свободи, а також право на місцеве та регіональне самоврядування, гарантовані Конституцією Хорватії;
- стежити за дотриманням конституційності і законності та повідомляти про випадки неконституційності і незаконності парламент Хорватії;
- розв'язувати юрисдикційні суперечки між органами законодавчої, виконавчої та судової влади;
- ухвалювати рішення, відповідно до Конституції, про відповідальність Президента Республіки;
- наглядати за конституційністю програм і діяльності політичних партій та за потреби, згідно з Конституцією, забороняти їхню роботу;
- здійснювати нагляд за конституційністю і законністю виборів та референдумів у державі, а також розв'язувати виборчі спори, які не підпадають під юрисдикцію судів;
- у випадку встановлення, що компетентний орган не ухвалив рішення на виконання положень Конституції, законів та інших нормативних актів, хоча повинен був це зробити, повідомляти про це уряд Хорватії, а про нормативні акти, які повинен був прийняти уряд, сповіщати хорватський парламент;
- на пропозицію уряду Хорватії, виносити рішення, яким голова хорватського парламенту перебирає на себе обов'язки тимчасового президента Республіки в разі тривалої непрацездатності Президента Республіки через хворобу або інвалідність, особливо, якщо Президент не в змозі ухвалити рішення про своє тимчасове заміщення;
- давати попередній дозвіл на затримання і на порушення карної справи проти Президента Республіки;
- ухвалювати рішення про оскарження рішення Державної судової ради про звільнення судді з посади та приймати рішення за апеляцією проти рішення Державної судової ради про дисциплінарну відповідальність судді у 30-денний строк від моменту одержання скарги (рішення виключає право конституційного оскарження).